# エヴァ・グリーン
エヴァ・ガエル・グレーン（Eva Gaëlle Green, 1980年7月5日 - ）は、フランスの女優、モデル。身長168cm。
greenは「緑の」や「緑色」を意味する英語のgreenとは関係がなく、スウェーデン語で「（木の）枝」を意味する「gren」に由来する。その発音も正しくは「グリーン」ではなく、グレーン/gʁeːn/だという。

## 生い立ち
パリにて、二卵性双生児の姉として生まれる。父親のワルター・グレーンはスウェーデン人の歯科医、母親はフランス領アルジェリア出身（ピエ・ノワール）の女優のマルレーヌ・ジョベール（Marlène Jobert）。スウェーデン人、ピエ・ノワール系ユダヤ人、の血を引く。歌手のエルザ・ランギーニは従姉妹で、女優のマリカ・グリーン（Marika Green）は伯母である。父方の曽祖父はフランスの作曲家ポール・ル・フレムである。幼少期はイギリスやアイルランドで過ごす。14歳の時にイザベル・アジャーニ主演の映画『アデルの恋の物語』を見て、女優を志すようになる。
パリ17区で育ち、フェヌロン・サント=マリ校に通ったのち、パリにあるアメリカン・スクールに進んだ。幼い頃はエジプト学者になりたかったというが、同時に演劇にも興味を抱いていた。成績は良かったが、16歳で通常の学校教育を終えた。「もうこれ以上リセに耐えられなかった」からだという。

## キャリア
パリのエヴァ・サン＝ポール演劇学校（Les cours d'art dramatique Eva Saint-Paul）で3年間、ロンドンのウェバー・ダグラス・アクティング・スクール（ロンドン・ワークショップ）で10週間、演劇を学んだ後に2001年に初舞台を踏むと、その演技力と美貌でベルナルド・ベルトルッチに見出され、2003年に『ドリーマーズ』で映画デビュー。この作品ではそのエロスが話題になったが、作曲も手がけている。アルマーニの推薦で2005年公開の『キングダム・オブ・ヘブン』でハリウッドに進出した。
2006年にはダニエル・クレイグがジェームズ・ボンドを演じる『007 カジノ・ロワイヤル』で、ボンドガールに選ばれる（フランス人女優として5人目）。この年の英国アカデミー賞のライジング・スター賞を受賞した。
俳優以外の活動では、ランコム、アルマーニ、ハイネケン、クリスチャン・ディオールのモデルをしている。
2012年に、映画『パーフェクト・センス』が日本で公開した。また、ティム・バートン監督の『ダーク・シャドウ』に出演を果たす。その後も同監督とは『ミス・ペレグリンと奇妙なこどもたち』(2016)、『ダンボ』(2019)でタッグを組んでいる。

## 私生活
『キングダム・オブ・ヘブン』で共演したマートン・チョーカシュと交際していたが、2009年に破局。
イギリス英語を流暢に話すことができ、現在はアメリカ英語のアクセントや日本語も学んでいる。

## 出演作品

### 映画
| 年   | 題名                                                                           | 役名                               | 備考           |
| ---- | ------------------------------------------------------------------------------ | ---------------------------------- | -------------- |
| 2003 | ドリーマーズ The Dreamers                                                      | イザベル                           |                |
| 2004 | ルパン Arsène Lupin                                                            | クラリス・ドゥ・ドルー＝スービース |                |
| 2005 | キングダム・オブ・ヘブン Kingdom of Heaven                                     | シビラ                             |                |
| 2006 | 007 カジノ・ロワイヤル Casino Royale                                           | ヴェスパー・リンド                 |                |
| 2007 | ライラの冒険 黄金の羅針盤 The Golden Compass                                   | セラフィナ・ペカーラ               |                |
| 2008 | サブリミナル Franklyn                                                          | エミリア / サリー                  |                |
| 2009 | 汚れなき情事 Cracks                                                            | ミス・G                            |                |
| 2010 | 愛を複製する女 Womb                                                            | レベッカ                           |                |
| 2011 | パーフェクト・センス Perfect Sense                                             | スーザン                           |                |
| 2012 | ダーク・シャドウ Dark Shadows                                                  | アンジェリーク・ブシャール         |                |
| 2014 | ブリザード 凍える秘密 White Bird in a Blizzard                                 | イブ・コナーズ                     | 日本劇場未公開 |
| 2014 | 300 〈スリーハンドレッド〉 〜帝国の進撃〜 300: Rise of an Empire               | アルテミシア                       |                |
| 2014 | 悪党に粛清を The Salvation                                                     | マデリン                           |                |
| 2014 | シン・シティ 復讐の女神 Sin City: A Dame to Kill For                           | エヴァ・ロード                     |                |
| 2016 | ミス・ペレグリンと奇妙なこどもたち Miss Peregrine's Home for Peculiar Children | ミス・ペレグリン                   |                |
| 2017 | 告白小説、その結末 D'après une histoire vraie                                  | エル                               |                |
| 2017 | Euphoria                                                                       | エミリー                           |                |
| 2019 | ダンボ Dumbo                                                                   | コレット・マーチャント             |                |
| 2019 | 約束の宇宙 Proxima                                                             | サラ                               |                |
| 2022 | NOCEBO／ノセボ Nocebo                                                          | クリスティーン                     |                |

### テレビシリーズ
| 製作年      | 題名                                        | 役名                   | 備考       |
| ----------- | ------------------------------------------- | ---------------------- | ---------- |
| 2011        | CAMELOT 〜禁断の王城〜 Camelot              | モーガン・ペンドラゴン | 計10話出演 |
| 2014 - 2016 | ナイトメア〜血塗られた秘密〜 Penny Dreadful | ヴァネッサ・アイヴス   | 計24話出演 |
| 2023        | リエゾン Liason                             | アリソン               | 計6話出演  |